# Національний парк Прибалатонської височини

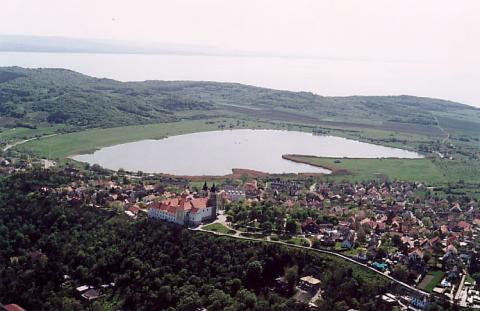
Внутрішнє озеро на Тіхані

Національний парк Прибалатонської височини (угор. Balaton-felvidéki Nemzeti Park) — національний парк у південно-західній частині Угорщини, в Центрально-Задунайському краї на території медьє Зала і Веспрем.
Площа національного парку 570 км². Парк засновано в 1997 р.
Національний парк розташовується на північ від озера Балатон, в горах Баконь, і тягнеться вузькою смугою вздовж усього озера від Балатонфюреду до Кестхею. Ширина парку становить від 1 до 15 км. Найцікавішими місцями парку є півострів Тихань, печери Тапольце, басейни річок Тапольця і Калі, гори Південного Баконя і заболочена територія в гирлі Зали — Кіш-Балатон (Малий Балатон).
Територія парку гориста, ландшафт — вулканічний. Тут безліч снулих вулканів, колишніх гейзерів, кратерів, виходів лави, що мають часом вкрай химерні форми. Найбільший базальтовий «орган» розташований на горі Сент-Дьйордь. За цією горою, поруч з містом Тапольця розташований вхід до печер з підземними озерами, виявлені лише в 1903 р.
У парку росте безліч рідкісних рослин, з них 200 видів перебувають під охороною, а 9 під посиленою охороною. Тут мешкає також велике число птахів і рідкісних тварин. Внутрішні озера півострову Тихань і Кіш-Балатон відіграють важливу роль в сезонних міграціях перелітних птахів, які використовують їх для відпочинку.
Заповідні луки Шашді є єдиним в Угорщині місцем, де росте реліктова рослина льодовикового періоду — першоцвіт борошнистий. Серед інших рідкісних представників флори слід зазначити лімодор недорозвинений — безлисту орхідею, що майже позбавлена хлорофілу.

## Фотогалерея парку

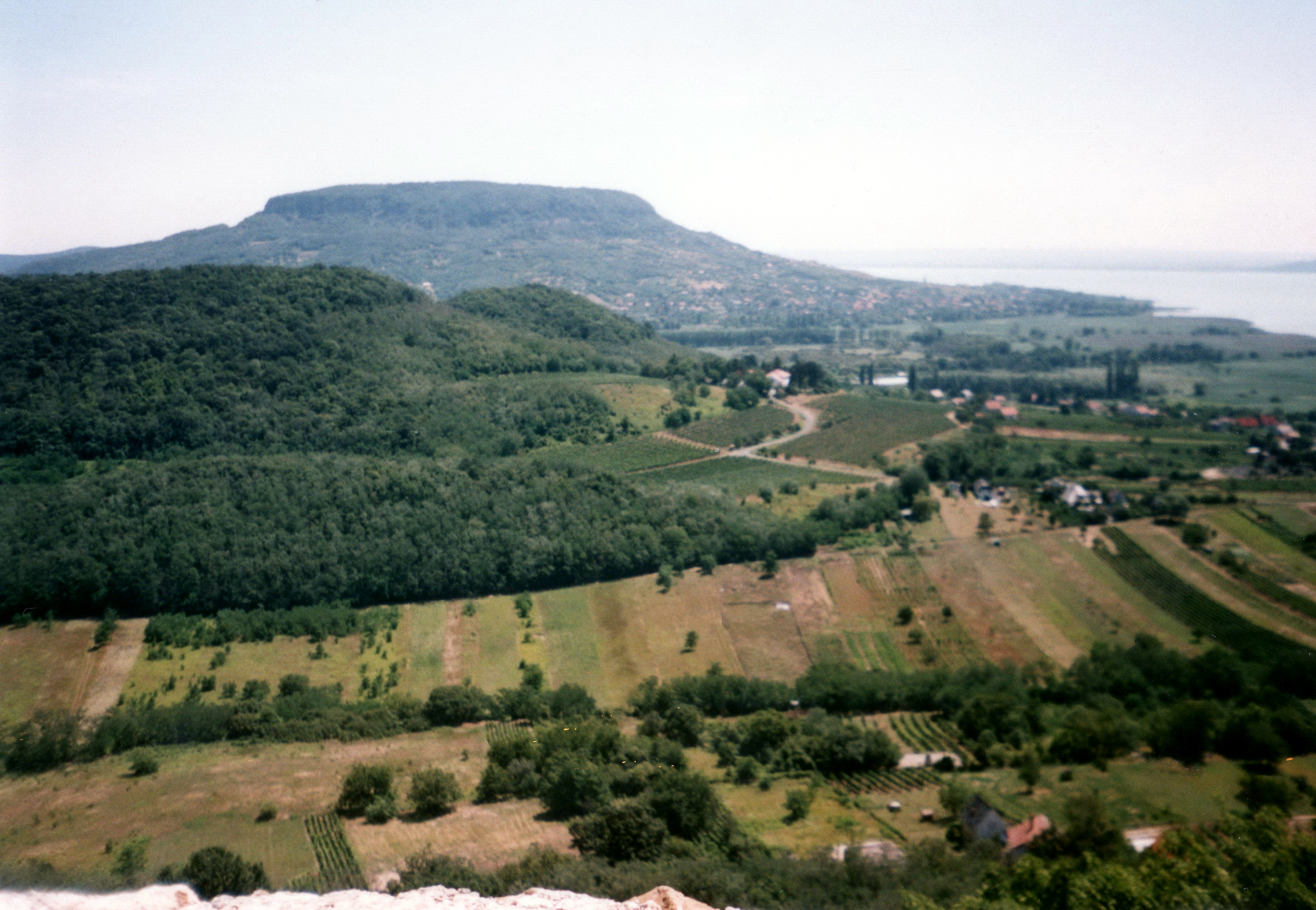
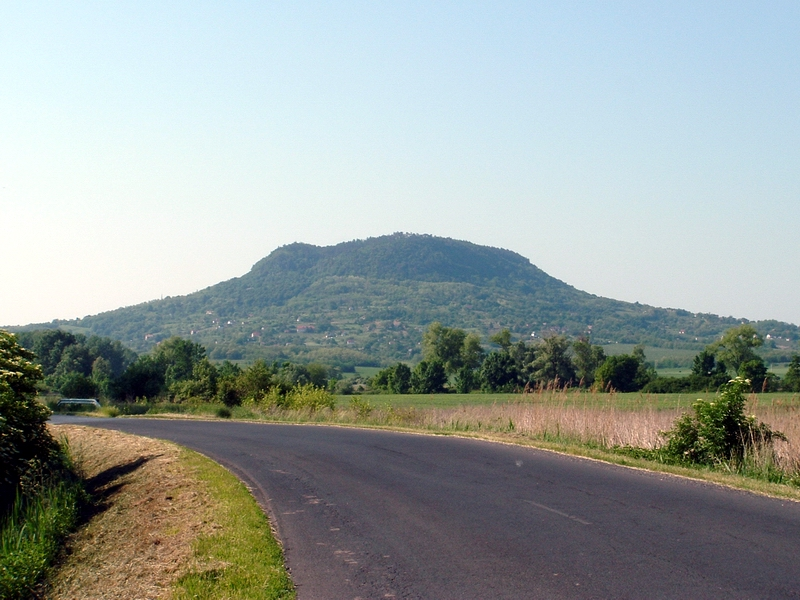
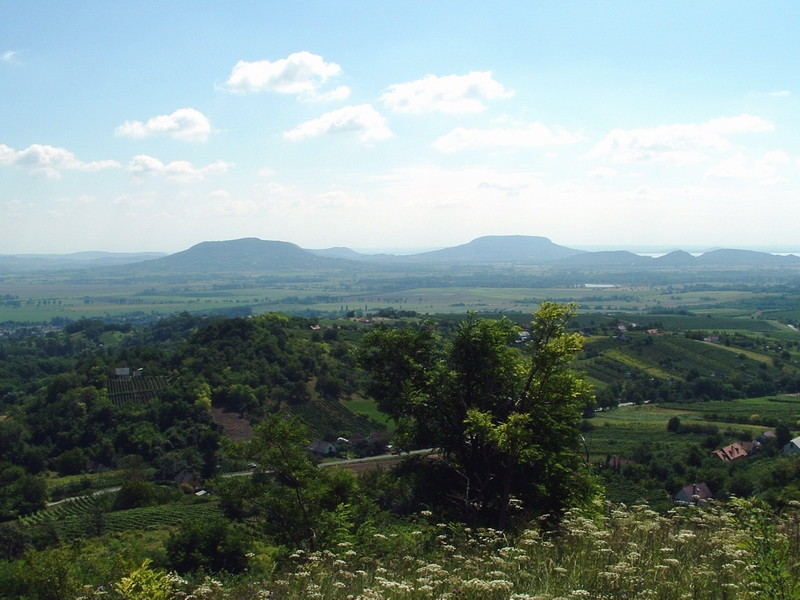
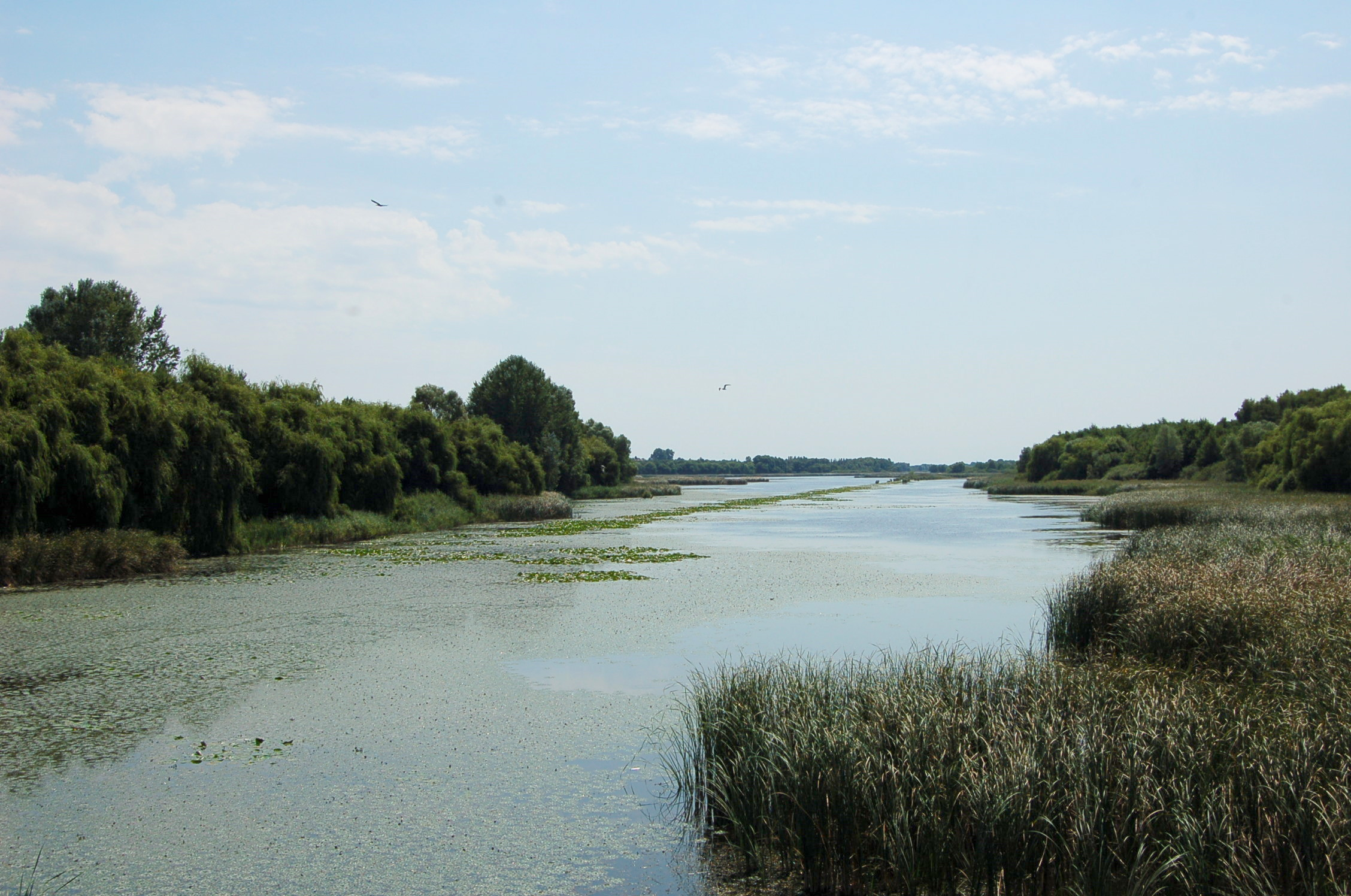
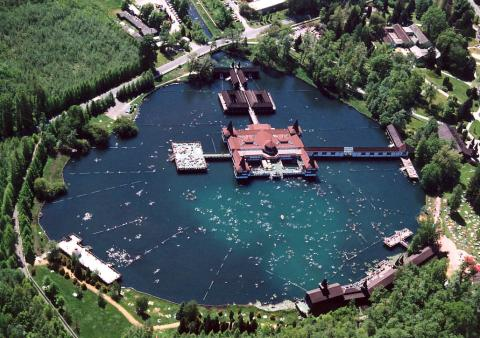
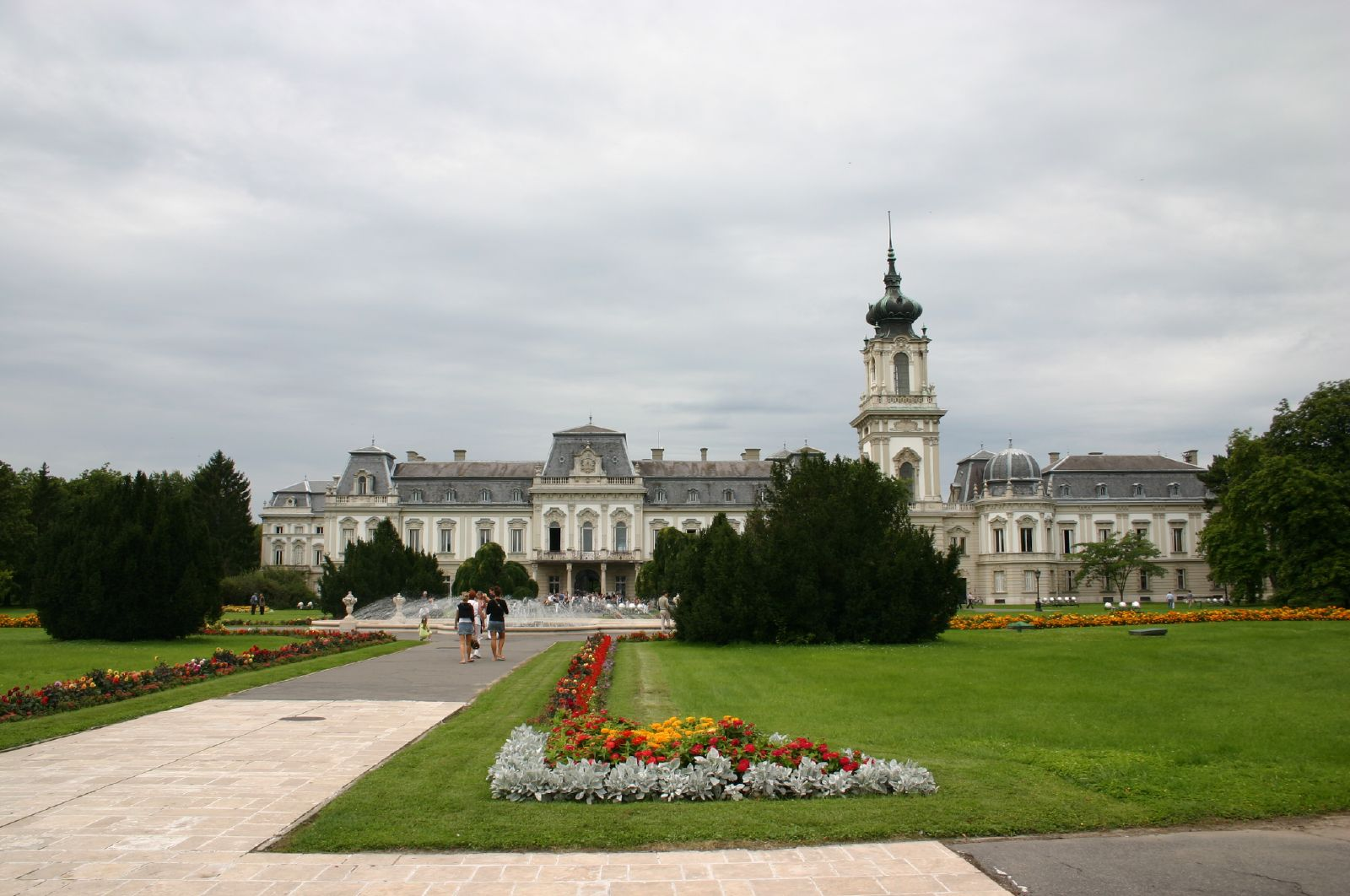
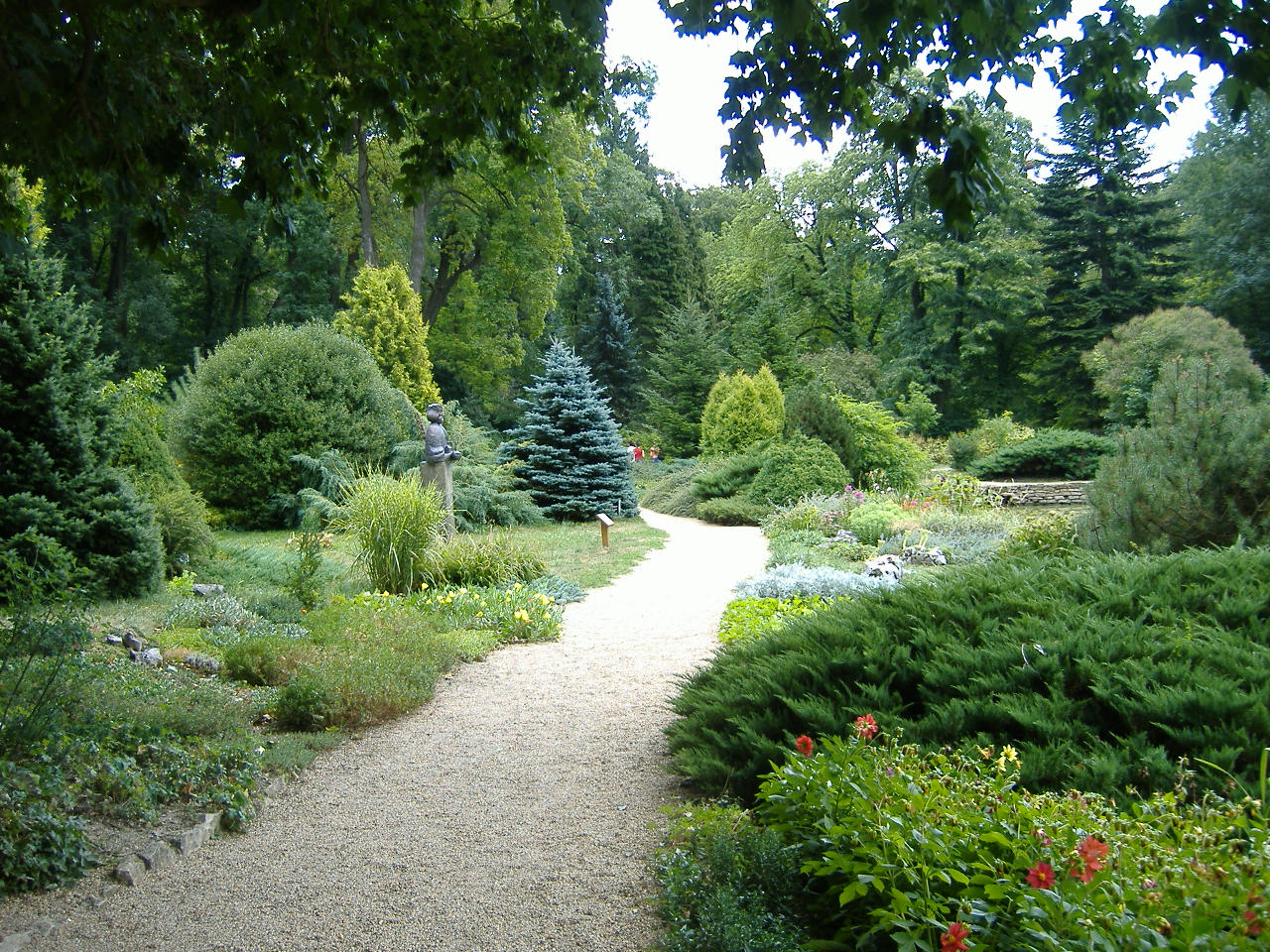

## Ресурси Інтернету
- Вікісховище має мультимедійні дані за темою: Національний парк Прибалатонської височини
- Офіційна сторінка парку  (угор.) (англ.)
- Путівник національними парками Угорщини (англ.)
- Про парк на сайті hungary-ru
- Balaton-felvidéki Nemzeti Park honlapja
- A Zalamédia cikkei a Kis-Balatonról
- Balatoni Nemzeti Park KvVM TIR interaktív térkép
- Nemzeti Park Tanács
- Balaton-felvidéki Nemzeti Park honlapja
- Balaton-felvidéki Nemzeti Park leírása